# Hub tecnológico de Fortaleza
O Hub tecnológico de Fortaleza ocupa posição de destaque, é o segundo maior do mundo. Atualmente, com 14 cabos submarinos de fibra óptica conectados, fica atrás somente de Fujeira, nos Emirados Árabes Unidos. Fortaleza terá 18 cabos submarinos de fibra óptica até 2021, tornando-se o maior hub de cabos submarinos de fibra óptica do mundo.

## Estrutura
Com forte avanço nos últimos anos de grandes empresas de telecomunicações, destaque para a Angola Cables, Fortaleza se tornou um polo de concentração de cabos submarinos que ligam a cidade com África, Europa e América do Norte.
Operacionais, os cabos Monet, que conecta Boca Raton na Flórida, a Fortaleza e Santos, e o SACS, que liga Angola ao Ceará, os cabos fazem parte do investimento de mais de 300 milhões de dólares da Angola Cables no Estado. Operação da multinacional também envolve o Data Center inaugurado na Praia do Futuro. Esse Data Center nasceu muito bem conectado com o mundo, pois já tem conectividade com os cabos submarinos e, principalmente, porque ele é um TIER III, com padrão internacional reconhecido de qualidade, segurança e confiabilidade.
A América Latina possui grande potencial no mercado de Data Centers. Só em 2016, os centro de dados movimentaram US$ 2,87 bilhões. Estima-se que os centros de dados da América Latina cheguem a faturar US$ 4,37 bilhões em 2021.

## Trinca de Hub's
A localização geográfica do Ceará tem sido fator preponderante na consolidação da trinca de hubs. Sua posição vem sendo considerada estratégia para a conexão de outras partes do mundo com a América Latina. De acordo com levantamento feito pelo IBGE, a região do Nordeste apresenta a terceira maior contribuição de segmentos das tecnologias da informação e comunicação no Brasil. A inauguração do data center AngoNAP Fortaleza consolidou o hub tecnológico planejado pelo Governo do Ceará, que, ao lado do centro de conexões aéreo da Air France/KLM/GOL e portuário CIPP/Porto de Roterdã, formam a trinca de hubs para alavancar o desenvolvimento no Estado.